# 小鳥遊楓
小鳥遊 楓（たかなし かえで、1997年9月21日 - ）は、日本のホスト、ファッションモデル、歌い手、作詞家。 「頭脳派ホスト」として知られている。

## 略歴
1997年に東京都で出生。工学院大学附属高等学校を卒業後、大学に進学し、同年12月に小鳥遊 楓（たかなし かえで）の源氏名で冬月グループでホストになる。月に10日程のアルバイト出勤であったが、3ヶ月でナンバー入り。初タワーは19歳の7月。
TBSのマツコ会議でバイトの中で一番売れているホストとして紹介される。
2018年-2019年 CIVARIZEの専属モデルとして活動
2018年4月、VIVIDのDr.ko-kiが立ち上げたACQUAグループのclub no.9に移動
2018年度にACQUAグループ年間売上1位、年間指名組数2位になる。2019年にホストクラブclubACQUAの本店に移動した。売上1000万overを9ヶ月連続達成。2019年度、年間売上1億5000万円超、月間最高売上3000万円/月間最高指名124組。当時の歌舞伎町最年少1億5000万playerとなった。
2021年 club ALLBATROSS を開店
2022年 club ACQUA-KANAZAWA-を開店
2022年 メンズアイドルのプロデュースをはじめた
歌い手や投資家としても活動。
在籍店舗
- 2017年 冬月グループ club FATE-SHINJUKU-　アルバイト
- 2018年 ACQUAグループ club №9　-支配人-
- 2019年 ACQUAグループ club ACQUA　-Super player-
- 2020年 ACQUAグループ club ACQUA　-Exective player-

- 2021年 ACQUAグループ club ALLBATROSS -プロデューサー
- 2022年 ACQUAグループ club ACQUA KANAZAWA -プロデューサー